# باول جونستون
باول جونستون (13 ديسمبر 1988 في المملكة المتحدة - ) (بالإنجليزية: Paul Johnston)‏ هو لاعب كريكت بريطاني. لعب مع Cumbria County Cricket Club ‏ وDurham University Centre of Cricketing Excellence ‏.

## وصلات خارجية
- باول جونستون على موقع إي آس بي آن كريك إنفو (الإنجليزية)